# Ministeri de Salut de Letònia
El Ministeri de Salut de Letònia (en letó: Latvijas Republikas Veselības ministrija) fundat el 2003, és la institució del govern de Letònia responsable de la gestió i control dels organismes de la salut pública i l'atenció mèdica, farmacèutica i de medicaments de circulació legal. La seu principal del ministeri es troba a Riga i està encapçalat pel polític nomenat Ministre de Salut, des del 5 de novembre de 2014 és Guntis Belēvičs.

## Departaments
- Departament administratiu
- Departament jurídic
- Auditoria interna
- Departament de Comunicacions

## Institucions subordinades
Sota l'autoritat del Ministeri de la Salut es troben diverses institucions:
- Servei Nacional de Salut
- Prevenció de malalties i Centre de control
- Inspecció de la salut
- Servei mèdic d'emergència
- Agència estatal de medicaments
- Centre Nacional de Donació de Sang
- Centre Nacional Forense
- Centro de Medicina Esportiva
- Museu d'Història de la Medicina P.Stradins
- Universitat Stradins de Riga